# Sciences Nat

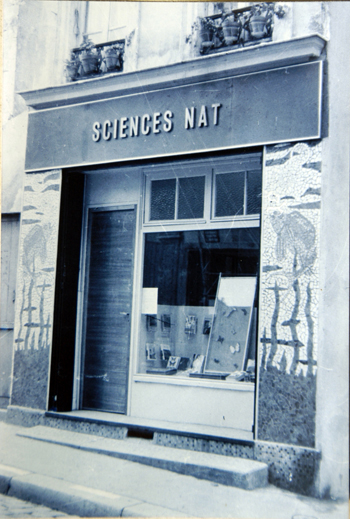
Sciences Nat, 86 rue de la Mare, Paris, en 1971

Homonymie : de 1902 à 1994 en France, les « sciences naturelles », souvent abrégées en « sciences nat », étaient une matière scolaire, devenues les sciences de la vie et de la Terre ou SVT.
Sciences Nat est un éditeur spécialisé en entomologie.
La société débuta en 1971 rue de la Mare à Paris (20e), trois ans plus tard, c'était rue des Alouettes à Paris (19e) et plus tard, définitivement établie dans l'Oise, à Venette, près de Compiègne.
En 1981 la société commença à éditer la série Les Coléoptères du Monde dont 30 volumes consacrés à l'étude des Coléoptères ont été publiés. Les 24 premiers furent produits par Sciences Nat, la suite par Hillside Books, Canterbury.
Au début l'entreprise était dirigée par Roger Ehrman puis ce fut par Jacques Rigout.
Les livres publiés comptent parmi les plus importantes monographies entomologiques, comme :
- The Parnassiinae of the World par Jean-Claude Weiss. Les deux premières parties éditées par Sciences Nat, la suite par Hillside Books, Canterbury.
- The genus Morpho par Patrick Blandin. Les deux premières parties par Sciences Nat, la suite par Hillside Books, Canterbury.
- Heliconius and related genera par Helmuth et Ruth Holzinger
- Le genre Agrias par Paul Barselou.
- The genus Perisama par Stéphane Attal et Alain Crosson du Cormier

De nombreux articles d'entomologie furent publiés également dans la revue : Bulletin de la Société Sciences Nat  (ISSN 0249-5805) de 1972 à 1995.
Un historique de la société a été publié dans le Bulletin 75-76 par R. Nyckaulles